# Langgedicht
Das Langgedicht ist eine Form der Lyrik und bezeichnet ein – entgegen der Gattungstradition, die stets Kürze und Prägnanz des Gedichts betonte – umfangreiches Gedicht, das oft mehrteilig oder als Zyklus angelegt ist. Es vermischt lyrische und epische Elemente, oft ohne verbindliche metrische Form. Das Langgedicht als Phänomen der literarischen Moderne sollte von älteren lyrischen Formen, wie dem Epos oder der Ballade, abgegrenzt werden.

## Langgedicht nach Höllerer

Titelseite von Walter Höllerers Theorie der modernen Lyrik

Der Ausdruck Langgedicht ist besonders mit dem Literaturwissenschaftler und Lyriker Walter Höllerer verknüpft, der in seiner Theorie der modernen Lyrik das Langgedicht als Antwort auf die „erzwungene Preziosität und Chinoiserie“ deutscher Versformen setzte: „Das lange Gedicht ist, im gegenwärtigen Moment, schon seiner Form nach politisch; denn es zeigt eine Gegenbewegung gegen Einengung in abgegrenzte Gebiete und Kästchen.“
„Berufe dich nicht auf 'Schweigen' und 'Verstummen'“, so Höllerer. „Das Schweigen als Theorie einer Kunstgattung, deren Medium die Sprache ist, führt schließlich zu immer kürzeren, verschlüsselteren Gedichten; die Entscheidung für ganze Sätze und längere Zeilen bedeutet Antriebskraft für Bewegliches.“ Der Begriff „Langgedicht“ bzw. „langes Gedicht“ bezieht sich dabei nicht primär auf die Zeilenzahl. Entscheidend ist, dass Langgedichte nicht so komprimiert auftreten wie kürzere Lyrik und damit etwaige „Feiertäglichkeit“ vermieden werden. „Im langen Gedicht will nicht jedes Wort besonders beladen sein. Flache Passagen sind nicht schlechte Passagen, wohl aber sind ausgedrechselte  Stellen, die sich gegenwärtig mehr und mehr ins kurze Gedicht eingedrängt haben, ärmliche Stellen. […] Subtile und triviale, literarische und alltägliche Ausdrücke finden im langen Gedicht zusammen.“

## Beispiele
In der deutschen Gegenwartsliteratur sind etwa Günter Herburger oder Ulf Stolterfoht (Holzrauch über Heslach) mit Langgedichten hervorgetreten, zuvor beispielsweise Bertolt Brecht (Die Erziehung der Hirse), Rolf Dieter Brinkmann (Westwärts 1&2) und Heiner Müller (Mommsens Block). Uwe Tellkamp arbeitete 2008 nach eigenen Aussagen an einem Langgedicht namens Nautilus. Der bekannteste deutschsprachige Verfasser von Langgedichten ist heute der Übersetzer Raoul Schrott, der mit der Übertragung antiker Epen begann und nach deren Vorbild selbst umfangreiche Epen im Sinne von Langgedichten verfasst. Eine einzigartige Stellung innerhalb der deutschsprachigen Gegenwartsliteratur nehmen Kurt Drawerts Langgedichte Der Körper meiner Zeit (2016) und Alles neigt sich zum Unverständlichen hin (2024) ein. Wichtige Langgedichte der englischsprachigen Moderne sind T. S. Eliots The Waste Land, Allen Ginsbergs Fall of America, Ezra Pounds Cantos und Whitmans Leaves of Grass. Bob Dylan schrieb 1963 das Langgedicht Last Thoughts on Woody Guthrie. Von großer Bedeutung für die zeitgenössische Lyrik sind die zyklisch angelegten Langgedichte der dänischen Dichterin Inger Christensen det und alfabet. Unmittelbar mit seiner Rezitation bei der Einführungsveranstaltung für den amerikanischen Präsidenten Joe Biden weltberühmt wurde 2021 Amanda Gormans Langgedicht The Hill We Climb.